# Папков, Дмитрий Фёдорович
Дмитрий Фёдорович Папков (1799—1850) — российский флейтист.

## Биография
Крепостной, из «вольноотпущенных от Г. Апраксина». С 1827 г. по 1850 г. был солистом Большого театра. С 1831 г. преподавал в музыкальных классах Московского театрального училища, воспитав первое поколение российских оркестровых флейтистов.
Папков был первым отечественным флейтистом, внёсшим существенный вклад в развитие исполнительства в Москве в начале XIX века, его можно считать основателем московской флейтовой школы.
По московским меркам среди духовиков получал в театре большие деньги — 1800 руб. в год. (больше — 2000 руб. — получал лишь солист оркестра Петербургского придворного театра Чезаре Чиарди).

Принимал участие в домашних музыкальных вечерах. Н. А. Маркевич, этнограф и любитель музыки, так описывает домашний вечер 31 января 1840 года: 
«От 10 часов до половины шестого ночи у Владимира Михайловича Арсеньева, там общество: Папков с приятной флейтою. Алябьев в черных усах и бакенбардах с необычайным вкусом (…), Рудольф с невыразимо приятной игрой на фортепиано (…). Тотчас квартет Мендельсона-Бартольди, потом квартеты Бетховена. Потом соло флейты с двумя скрипками, альтом и фортепиано; прелестные стаккаты и басовые ноты».

Умер в 1850 году. Похоронен на Ваганьковском кладбище; могила утрачена.